# قانون إنترنت

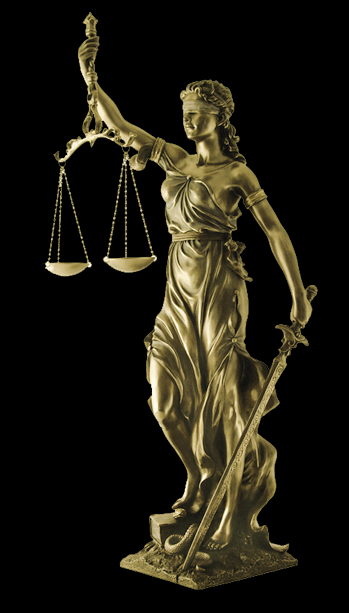

قانون الإنترنت هو مجموعة القواعد القانونية ذات العلاقة بنظم تكنولوجيا المعلومات الانترنت ويطلق عليه في اللغة الإنكليزية مصطلح Cyberlaw. وهو يختلف في المصطلح عن المصطلحات القديمة مثل قانون الحاسوب وقانون المعلوماتية وغيرها من القوانين فهذه الأخيرة لا تعني بدقة الإشارة إلى قانون الإنترنت وانما أطلقت كتسميات في مرحلة ما قبل إنشاء قانون الإنترنت في عام 1998م. ومن كبار فقهاء قانون الإنترنت في الولايات المتحدة الأمريكية البروفيسور لورنس ليسج والبروفيسور اورين كير وفي كندا البروفيسور ليونيل ثومير.

## وصلات خارجية
- دليل المحامين العرب.